# Gábor Novák
Gábor Novák (ur. 14 sierpnia 1934 w Budapeszcie, zm. 5 sierpnia 2021) – węgierski kajakarz, kanadyjkarz, wicemistrz olimpijski i mistrz Europy.

## Kariera sportowa
Zdobył srebrny medal w wyścigu kanadyjek jedynek (C-1) na dystansie 10 000 metrów na igrzyskach olimpijskich w 1952 w Helsinkach, przegrywając jedynie z Frankiem Havensem ze Stanów Zjednoczonych, a wyprzedzając Alfréda Jindrę z Czechosłowacji. Zajął 6. miejsce w konkurencji C-1 na 10 000 metrów na mistrzostwach świata w 1954 w Mâcon. Nie bronił medalu na igrzyskach olimpijskich w 1956 w Melbourne, zamiast niego Węgry reprezentował János Parti, który również zdobył srebrny medal.
Novák zdobył złoty medal w wyścigu C-1 na 1000 metrów na mistrzostwach Europy w 1957 w Gandawie. Na mistrzostwach świata w 1958 w Pradze zajął 7. miejsce w konkurencji C-1 na 1000 metrów i 8. miejsce w C-1 na 10 000 metrów, a na mistrzostwach świata w 1963 w Jajcach 11. miejsce w kanadyjkach dwójkach (C-2) na 10 000 metrów.
Po zakończeniu wyczynowego uprawiania sportu był trenerem.